# Kristīne Zadovska
Kristīne Zadovska (n. 12 martie 1969, Dobele⁠(d), Republica Sovietică Socialistă Letonă, URSS) este o cântăreață de operă (mezzo-soprană) letonă.

## Biografie
S-a născut în 12 martie 1969. în orașul Dobele⁠(d). A absolvit studii secundare la Liceul din Jaunpils⁠(d) în 1989, apoi a urmat studii la clasa de muzică vocală a Ludmilei Braunas de la Conservatorul de Stat „Jāzeps Vītols” din Letonia⁠(d) (absolvite în 1993) și mai târziu studii de master (absolvite în 1995). A studiat, de asemenea, cu diverși profesori străini, precum prof. A. Reinhold și dirijorul Helmuth Rilling⁠(d) la cursul de master al Internationale Bachakademie⁠(d) din Stuttgart (1992), cu prof. Irina Arhipova⁠(d) la cursul de master al Școala de Muzică Rusă a Festivalului de la Moscova (1993), cu prof. Katia Angeloni la Montefiascone (1994), cu prof. Irina Gavrilovici la Viena (1997), cu Irena Milkevičiūtė la Vilnius (2002) și cu pedagogii Anita Garanča⁠(d) (2004) și Margarita Gruzdeva (2005) la Riga. A câștigat Concursul Internațional de Interpretare Vocală „Jāzeps Vītols” (1994).
În 1994 a devenit solistă a Operei Naționale Letone⁠(d). Printre rolurile interpretate se numără Maddalena (Rigoletto), Flora / Annina (Traviata), Fenena (Nabucco), Amneris (Aida), Olga (Evgheni Oneghin), Îngerul (Demonul⁠(d)), Suzuki (Madama Butterfly), Polinēzija (Opera păsărilor), Aža (Pazudušais dēls), soția lui Noe (Arca lui Noe), Polina (Dama de pică), Carmen (Carmen), Sonetka (Lady Macbeth din regiunea Mtsensk⁠(d)). Ea a jucat, de asemenea, la Teatrul Nou din Riga și Teatrul Dailes⁠(d).
A primit Premiul Spēlmaņu nakts⁠(d) pentru „cea mai bună interpretă de operă și balet” pentru rolul din opera Carmen în anul 2001 și a fost nominalizată de mai multe ori la acest premiu, iar în 2003 a prezidat ceremonia de premiere. Kristīne Zadovska a primit premiul Pauls Sakss⁠(d) al corporației Talavia în 1997.
S-a căsătorit în anul 2005 cu actorul Andris Keišs (n. 1974), cu care are doi copii: gemenii Adams și Magdalena (născuți în 2007).